# オメル・ファルク・ベヤズ
オメル・ファルク・ベヤズ（Ömer Faruk Beyaz, 2003年8月29日 - ）は、トルコ・イスタンブール県イスタンブール出身のサッカー選手。イスタンブール・バシャクシェヒルFK所属。ポジションはMF。

## クラブ経歴
10歳の時に地元のフェネルバフチェSKのユースアカデミーに入所。2018年にプロ契約を締結。翌年U-19ユースチームに昇格。同ユースリーグで2019-20シーズンに12試合2ゴールを記録していたところでトップチームに昇格。2020年6月16日の国内カップ戦テュルキエ・クパスのトラブゾンスポル戦で16歳でプロデビュー。
2021年4月13日、VfBシュトゥットガルトと4年契約を締結し、同年7月より加入することが発表された。
2022年7月27日、1.FCマクデブルクへレンタル移籍。
2023年8月1日、ハタイスポルへレンタル移籍。
2024年9月3日、イスタンブール・バシャクシェヒルFKに3年契約で移籍。

## 代表歴
2017年より、各ユース世代のトルコ代表に随時招集されている。